# ژیرایر کاراپتیان
ژیرایر ولادیمیری کاراپتیان (ارمنی: Ժիրայր Վլադիմիրի Կարապետյան؛  ۹ مارس ۱۹۲۹ – ۶ مهٔ ۲۰۱۶) یک بازیگر اهل ارمنستان بود. وی بین سال‌های - تا - میلادی فعالیت می‌کرد.

## زندگی‌نامه
وی در ۹ مارس ۱۹۲۹ در وارنا به دنیا آمد . وی از ۱۹۶۷ در تئاتر دراماتیک دولتی پطروس آدامیان ارمنیان تلفیس و از ۱۹۵۴ در hy:Վանաձորի դրամատիկական թատրոն فعالیت می‌کرد. وی همچنین برندهٔ جوایزی همچون هنرمند شایسته ارمنستان شوروی و هنرمند افتخاری گرجستان شوروی (۱۹۸۷) شده است. وی در ۶ مهٔ ۲۰۱۶ در سن ۸۷ سالگی درگذشت.

## گزیده فیلمشناسی
از فیلم‌ها یا برنامه‌های تلویزیونی که وی در آن نقش داشته است می‌توان به ستاره امید اشاره کرد.